# ليزا جيرارد
ليزا جيرارد (بالإنجليزية: Lisa Gerrard)‏ مغنية وملحنة موسيقية أسترالية, ولدت في 12 أبريل 1961 في (ملبورن - أستراليا). اشتهرت في فرقة (ديد كان دانوك) مع صديقها في الفرقة سابقا (بريندان بيري)

شاركة جيرارد في مجموعة واسعة من الأعمال الفنية منذ أن بدأت حياتها المهنية في عام 1981, تلقت جيرارد جائزة غولدن غلوب لتسجيل الموسيقى للفيلم المصارع عام 2000, والتي تعاونت فيه مع هانز زيمر.

## روابط خارجية
- ليزا جيرارد على موقع IMDb (الإنجليزية)
- ليزا جيرارد على موقع ألو سيني (الفرنسية)
- ليزا جيرارد على موقع ميوزك برينز (الإنجليزية)
- ليزا جيرارد على موقع أول موفي (الإنجليزية)
- ليزا جيرارد على موقع قاعدة بيانات الأفلام السويدية (السويدية)
- ليزا جيرارد على موقع أول ميوزيك (الإنجليزية)
- ليزا جيرارد على موقع ديسكوغز (الإنجليزية)
- ليزا جيرارد على موقع قاعدة بيانات الفيلم (الإنجليزية)
- ليزا جيرارد على موقع كينوبويسك (الروسية)